# Horrabridge
Horrabridge is een civil parish in het bestuurlijke gebied West Devon, in het Engelse graafschap Devon met 2129 inwoners.
Abbots Bickington
· Abbotsham
· Abbotskerswell
· All Saints
· Alverdiscott
· Alwington
· Arlington
· Ashburton
· Ashcombe
· Ashford
· Ashprington
· Ashreigney
· Ashton
· Ashwater
· Atherington
· Aveton Gifford
· Awliscombe
· Axminster
· Axmouth
· Aylesbeare
· Bampton
· Barnstaple
· Beaford
· Beaworthy
· Beer
· Belstone
· Bere Ferrers
· Berry Pomeroy
· Berrynarbor
· Bickington
· Bickleigh
· Bickleigh
· Bicton
· Bideford
· Bigbury
· Bishop's Nympton
· Bishop's Tawton
· Bishopsteignton
· Bittadon
· Black Torrington
· Blackawton
· Bondleigh
· Bovey Tracey
· Bow
· Bradford
· Bradninch
· Bradstone
· Bradworthy
· Brampford Speke
· Branscombe
· Bratton Clovelly
· Bratton Fleming
· Braunton
· Brayford
· Brendon
· Brentor
· Bridestowe
· Bridestowe and Sourton Common
· Bridford
· Bridgerule
· Brixham
· Brixton
· Broad Clyst
· Broadhembury
· Broadhempston
· Broadwoodkelly
· Broadwoodwidger
· Brushford
· Buckerell
· Buckfastleigh
· Buckland-Tout-Saints
· Buckland Brewer
· Buckland Filleigh
· Buckland in the Moor
· Buckland Monachorum
· Budleigh Salterton
· Bulkworthy
· Burlescombe
· Burrington
· Butterleigh
· Cadbury
· Cadeleigh
· Chagford
· Challacombe
· Chardstock
· Charleton
· Chawleigh
· Cheriton Bishop
· Cheriton Fitzpaine
· Chittlehamholt
· Chittlehampton
· Chivelstone
· Christow
· Chudleigh
· Chulmleigh
· Churchstow
· Clannaborough
· Clawton
· Clayhanger
· Clayhidon
· Clovelly
· Clyst Honiton
· Clyst Hydon
· Clyst St. George
· Clyst St. Lawrence
· Clyst St Mary
· Coffinswell
· Colaton Raleigh
· Coldridge
· Colebrooke
· Colyton
· Combe Martin
· Combe Raleigh
· Combpyne Rousdon
· Cookbury
· Copplestone
· Cornwood
· Cornworthy
· Coryton
· Cotleigh
· Countisbury
· Crediton
· Crediton Hamlets
· Cruwys Morchard
· Cullompton
· Culmstock
· Dalwood
· Dartington
· Dartmoor Forest
· Dartmouth
· Dawlish
· Dean Prior
· Denbury and Torbryan
· Diptford
· Dittisham
· Doddiscombsleigh
· Dolton
· Dowland
· Down St. Mary
· Drewsteignton
· Dunchideock
· Dunkeswell
· Dunsford
· Dunterton
· East Allington
· East and West Buckland
· East Anstey
· East Budleigh
· East Down
· East Portlemouth
· East Putford
· East Worlington
· Eggesford
· Ermington
· Exbourne
· Exminster
· Exmouth
· Farringdon
· Farway
· Feniton
· Filleigh
· Fremington
· Frithelstock
· Frogmore and Sherford
· George Nympton
· Georgeham
· Germansweek
· Gidleigh
· Gittisham
· Goodleigh
· Great Torrington
· Gulworthy
· Haccombe with Combe
· Halberton
· Halwell and Moreleigh
· Halwill
· Harberton
· Harford
· Hartland
· Hatherleigh
· Hawkchurch
· Heanton Punchardon
· Hemyock
· Hennock
· High Bickington
· Highampton
· Hittisleigh
· Hockworthy
· Holbeton
· Holcombe Burnell
· Holcombe Rogus
· Hollacombe
· Holne
· Holsworthy
· Holsworthy Hamlets
· Honiton
· Horrabridge
· Horwood, Lovacott and Newton Tracey
· Huish
· Huntsham
· Huntshaw
· Huxham
· Iddesleigh
· Ide
· Ideford
· Ilfracombe
· Ilsington
· Instow
· Inwardleigh
· Ipplepen
· Ivybridge
· Jacobstowe
· Kelly
· Kenn
· Kennerleigh
· Kentisbeare
· Kentisbury
· Kenton
· Kilmington
· King's Nympton
· Kingsbridge
· Kingskerswell
· Kingsteignton
· Kingston
· Kingswear
· Knowstone
· Lamerton
· Landcross
· Landkey
· Langtree
· Lapford
· Lewtrenchard
· Lifton
· Little Torrington
· Littleham
· Littlehempston
· Loddiswell
· Loxbeare
· Loxhore
· Luffincott
· Luppitt
· Lustleigh
· Lydford
· Lympstone
· Lynton and Lynmouth
· Malborough
· Mamhead
· Manaton
· Mariansleigh
· Marldon
· Martinhoe
· Marwood
· Mary Tavy
· Marystow
· Meavy
· Meeth
· Membury
· Merton
· Meshaw
· Milton Abbot
· Milton Damerel
· Modbury
· Molland
· Monkleigh
· Monkokehampton
· Monkton
· Morchard Bishop
· Morebath
· Moretonhampstead
· Mortehoe
· Musbury
· Nether Exe
· Newton Abbot
· Newton and Noss
· Newton Poppleford and Harpford
· Newton St. Cyres
· Newton St. Petrock
· North Bovey
· North Huish
· North Molton
· North Tawton
· Northam
· Northcott
· Northleigh
· Northlew
· Nymet Rowland
· Oakford
· Offwell
· Okehampton
· Okehampton Hamlets
· Otterton
· Ottery St Mary
· Pancrasweek
· Parkham
· Parracombe
· Payhembury
· Peter Tavy
· Peters Marland
· Petrockstow
· Pilton West
· Plymtree
· Poltimore
· Poughill
· Powderham
· Puddington
· Pyworthy
· Queen's Nympton
· Rackenford
· Rattery
· Rewe
· Ringmore
· Roborough
· Rockbeare
· Romansleigh
· Rose Ash
· Salcombe
· Sampford Courtenay
· Sampford Peverell
· Sampford Spiney
· Sandford
· Satterleigh and Warkleigh
· Seaton
· Shaldon
· Shaugh Prior
· Shebbear
· Sheepstor
· Sheepwash
· Sheldon
· Shillingford St. George
· Shirwell
· Shobrooke
· Shute
· Sidmouth
· Silverton
· Slapton
· Sourton
· South Brent
· South Huish
· South Milton
· South Molton
· South Pool
· South Tawton
· Southleigh
· Sowton
· Sparkwell
· Spreyton
· St. Giles in the Wood
· St. Giles on the Heath
· Starcross
· Staverton
· Sticklepath
· Stockland
· Stockleigh English
· Stockleigh Pomeroy
· Stoke Canon
· Stoke Fleming
· Stoke Gabriel
· Stoke Rivers
· Stokeinteignhead
· Stokenham
· Stoodleigh
· Stowford
· Strete
· Sutcombe
· Swimbridge
· Sydenham Damerel
· Talaton
· Tavistock
· Tawstock
· Tedburn St. Mary
· Teigngrace
· Teignmouth
· Templeton
· Tetcott
· Thelbridge
· Thornbury
· Thorverton
· Throwleigh
· Thrushelton
· Thurlestone
· Tiverton
· Totnes
· Trentishoe
· Trusham
· Twitchen
· Uffculme
· Ugborough
· Uplowman
· Uplyme
· Upottery
· Upton Hellions
· Virginstow
· Walkhampton
· Washfield
· Washford Pyne
· Weare Giffard
· Welcombe
· Wembury
· Wembworthy
· West Alvington
· West Anstey
· West Buckfastleigh
· West Down
· West Ogwell
· West Putford
· Westleigh
· Whimple
· Whitchurch
· Whitestone
· Widecombe-in-the-Moor
· Widworthy
· Willand
· Winkleigh
· Witheridge
· Woodbury
· Woodland
· Woodleigh
· Woolfardisworthy
· Woolfardisworthy
· Yarcombe
· Yarnscombe
· Yealmpton
· Zeal Monachorum